# 懷俄明 (內布拉斯加州)
懷俄明（英語：Wyoming）是位於美國內布拉斯加州奧托縣的非建制地區。

## 歷史
懷俄明的郵局於1856年設立，其後於1928年停運。

## 地理
懷俄明所處的海拔為高於海平面338米（即1109英呎），而該地所採用的時區為UTC-6，即北美中部时区（CST）。同時該地設有夏令時間，為UTC-6調快一小時，即UTC-5（CDT）。